# 19 tháng 7
Ngày 19 tháng 7 là ngày thứ 200 (201 trong năm nhuận) trong lịch Gregory. Còn 165 ngày trong năm.

## Sự kiện
- 64 - Thành Rome trải qua trận đại hỏa hoạn kéo dài 6 ngày tàn phá một nửa thành.
- 484 - Leontius đăng cơ Hoàng đế Đông La Mã tại Tarsus (nay là Thổ Nhĩ Kỳ). Ông được chào đón tại thành Antioch và cũng định đô tại nơi đây.
- 711 - Vuơng triều Hồi giáo Umayyad chinh phạt đất Tây Ban Nha: Trong Trận Guadalete, quân Umayyad dưới trướng Tariq ibn Ziyad đánh bại quân Visigoth dưới trướng Vua Roderic.
- 939 - Trận Simancas: Vua Ramiro II của León đánh bại quân Moorish dưới trướng Caliph Abd-al-Rahman III gần thành Simancas.
- 998 - Chiến tranh Ả Rập-Đông La Mã: Trong Trận Apamea, quân Fatimid đánh bại quân Đông La Mã gần Apamea.
- 1333 – Thỏa Hoan Thiết Mộc Nhĩ đăng cơ hoàng đế triều Nguyên ở tuổi 13, là vị hoàng đế Mông Cổ cuối cùng cai trị Trung Hoa.
- 1553 – Chín ngày sau khi lên ngôi, Nữ vương Jane Grey của Anh và Ireland bị bắt giam, Mary I trở thành nữ vương mới của hai vương quốc.
- 1864 – Quân Thanh chiếm được Thiên Kinh của Thái Bình Thiên Quốc.
- 1883 – Tự Đức của nhà Nguyễn ký di chúc truyền ngôi cho Hoàng tử Ưng Chân, song Ưng Chân chỉ tại vị trong vài ngày.
- 1870 – Pháp tuyên chiến với Phổ do những mâu thuẫn về kế vị ngai vàng ở Tây Ban Nha, Chiến tranh Pháp-Phổ bùng nổ.
- 1888 – Tổng thống Pháp Marie François Sadi Carnot ký sắc lệnh thành lập hai thành phố Hà Nội và Hải Phòng tại Liên bang Đông Dương.
- 1900 – Tuyến đầu tiên của hệ thống tàu điện ngầm Métro Paris bắt đầu hoạt động, kết nối nhiều địa điểm diễn ra triển lãm thế giới.
- 2007 – Taliban bắt giữ 23 tín hữu Cơ Đốc giáo người Hàn Quốc, bắt đầu một cuộc khủng hoảng con tin.
- 2008 – Ngày thành lập Tập đoàn IMC - TodayTV

## Sinh
- 1833 – Nguyễn Phúc Miên Triện, tước phong Hoằng Hóa Quận vương, hoàng tử con vua Minh Mạng (m. 1905)
- 1893 – Vladimir Vladimirovich Mayakovsky, nhà thơ, nhà viết kịch Nga (m. 1930)
- 1947 – Brian May, tay guitar ban nhạc Queen Anh Quốc
- 1976 – Benedict Cumberbatch, diễn viên và nhà sản xuất phim người Anh
- 1982 – Lý Nhã Kỳ, diễn viên, doanh nhân người Việt Nam
- 1990 - Thiên Minh, ca sĩ, dẫn chương trình, diễn viên, nhiếp ảnh gia người Việt Nam
- 1996 - Oh Hayoung, ca sĩ thuộc nhóm nhạc nữ Hàn Quốc Apink

## Mất
- 1883 – Tự Đức, vua nhà Nguyễn (s. 1829)
- 1947 – Hoàng Thị Uyên, nữ doanh nhân và nhà từ thiện Việt Nam
- 1970 – Nguyễn Văn Khương, Chuẩn tướng Quân lực Việt Nam Cộng hòa (Sinh 1924)
- 2004 - Suzuki Zenkō, cựu Thủ tướng Nhật Bản (s. 1911)
- 2017 – Nhạc sĩ Tô Thanh Tùng (s.1944)
- 2024 – Nguyễn Phú Trọng, Tổng Bí thư BCHTW Đảng Cộng sản Việt Nam (s. 1944)